# Tauernberg
Tauernberg är ett berg i Österrike.   Det ligger i distriktet Reutte och förbundslandet Tyrolen, i den västra delen av landet, 400 km väster om huvudstaden Wien. Toppen på Tauernberg är 1 841 meter över havet, eller 800 meter över den omgivande terrängen. Bredden vid basen är 4,8 km.
Terrängen runt Tauernberg är bergig söderut, men norrut är den kuperad. Närmaste större samhälle är Reutte, 3,7 km väster om Tauernberg. 
I omgivningarna runt Tauernberg växer i huvudsak barrskog. Runt Tauernberg är det ganska glesbefolkat, med 26 invånare per kvadratkilometer.